# Tonka
Tonka é um filme estadunidense de 1958, dos gêneros aventura e faroeste, dirigido por Lewis R. Foster para os estúdios Disney. O roteiro, do próprio diretor e de Lillie Hayward, é baseado no livro Comanche de David Appel. A trilha sonora é de Oliver Wallace.

## Sinopse
Um cavalo selvagem recebe a afeição e treinamento por dois homens diferentes: um jovem guerreiro Sioux, que o chama Tonka, e um gentil oficial de cavalaria que o renomeia Comanche. Sua posse será definida nos eventos que culminam em Little Big Horn.

## Elenco
- Sal Mineo ....... Touro Branco
- Philip Carey ....... Capitão Miles Keogh
- Jerome Courtland ....... Tenente Henry Nowlan
- Rafael Campos ....... Urso Forte
- H.M. Wynant ....... Touro Amarelo
- Joy Page ....... Flor da Planície
- Britt Lomond ....... General George Armstrong Custer
- Herbert Rudley ....... Capitão Benteen
- Sidney Smith ....... General Alfred Howe Terry
- John War Eagle ....... Chefe Touro Sentado
- Gregg Martell ....... Cabo Korn
- Slim Pickens ....... Ace
- Robert 'Buzz' Henry ....... Tenente Crittenden